# Franciszek Lilius
Franciszek Lilius (polonès: Franciszek (Gigli) Lilius)  (Gmina Gromnik, c. 1600 - Gmina Gromnik, 1657) va ser un compositor polonès.
Originalment es deia la família Gigli i venia d'Itàlia. El pare Wincenty Lilius va arribar a Varsòvia com a músic judicial a través de Graz i Cracòvia.
Franciszek Lilius va rebre la seva formació musical a la banda de la cort de Segimon III Vasa. A Roma va continuar els seus estudis el 1625, durant els quals va viure a la casa de Girolamo Frescobaldi. Lilius va ser un dels compositors polonesos més importants del segle xvii. La seva música està influenciada pels italians que treballen a la capella del rei Segimon, com Marco Scacchi o Tarquinio Merula. El 1630 es va convertir en mestre de capella a la catedral de Cracòvia, càrrec que va mantenir fins a la seva mort, en que fou succeït per Bartłomiej Pękiel. Fou alumne seu Marcin Mielczewski.
Entre les 20 o menys obres a cappella existents, algunes de les quals s'han lliurat imprès o manuscrits, inclouen:
- Missa Brevissima
- Missa tempore Pashali
- Surrexit Crist Hodie, motet
- Muteta super Nicolai Solemnia
- Jubilate Deo omnia terra